# Murchison (meteorit)
Meteorit Murchison je meteorit iz skupine CM2 ogljikovih hondritov. Na površino Zemlje je padel 28. septembra 1969 v bližini vasi Murchison v državi Viktorija v Avstraliji. Nabrali so skupno več kot 100 kg različnih kosov meteorita.

## Organske snovi v meteoritu
Meteorit Mirchison vsebuje navadne aminikisline kot so glicin, alanin in glutaminska kislina. Razen tega pa še neobičajne kot so izovalin in pseudoleucin. 
Začetna poročila so trdila, da so aminokisline racemne (vsebujejo enako količino levo- in desnosučnih molekul), kar bi pomenilo, da je njihov izvor zunajzemeljski. Izločili so mešanico alkanov, ki je bila podobna kot tista, ki so jo dobili z Miller-Ureyevim poskusom. Običajno se serin in treonin smatrata kot zemeljsko onesnaženje, v vzorcih pa ju niso našli. Raziskovalci so tudi ugotovili, da nekatere aminokisline kažejo na enantiomerni presežek. Pri tem so bile nekatere aminokisline neracemične, druge pa racemične 
Homohiralnost (molekule kažejo samo eno obliko hiralnosti, to je samo levosučnih aminokislin in desnosučnih molekul sladkorjev) je lastnost, ki se kaže samo v biološkem svetu. Leta 1997 so dokazali, da so posamezni enantiomeri bogatejši z dušikovim izotopom 15N v primerjavi z zemeljskimi. 
Leta 2001 so število organskih snovi, ki so jih našli v meteoritu, razširili še na poliole (alkoholi, ki vsebujejo več hidroksilnih skupin OH). Vse te ugotovitve so močno razdelile raziskovalce. Nekateri so prepričani, da so organske snovi nastale zunaj Zemlje, drugi pa trdijo obratno, da je bil meteorit onesnažen z organskimi snovmi zemeljskega izvora. Podatki, ki jih dajo raziskave so v resnici zelo dvoumni.